# وعاء ديوار

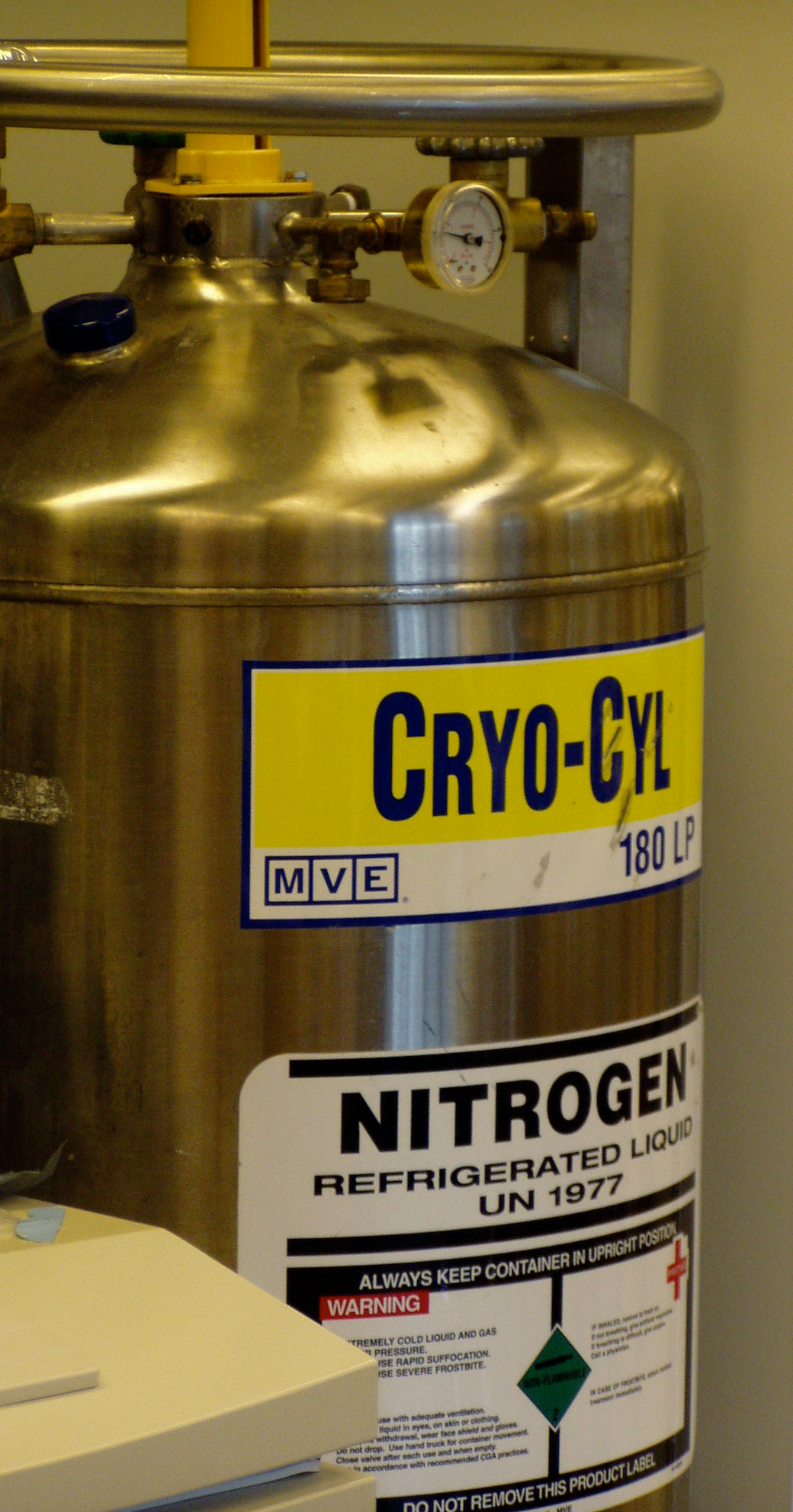
وعاء ديوار.

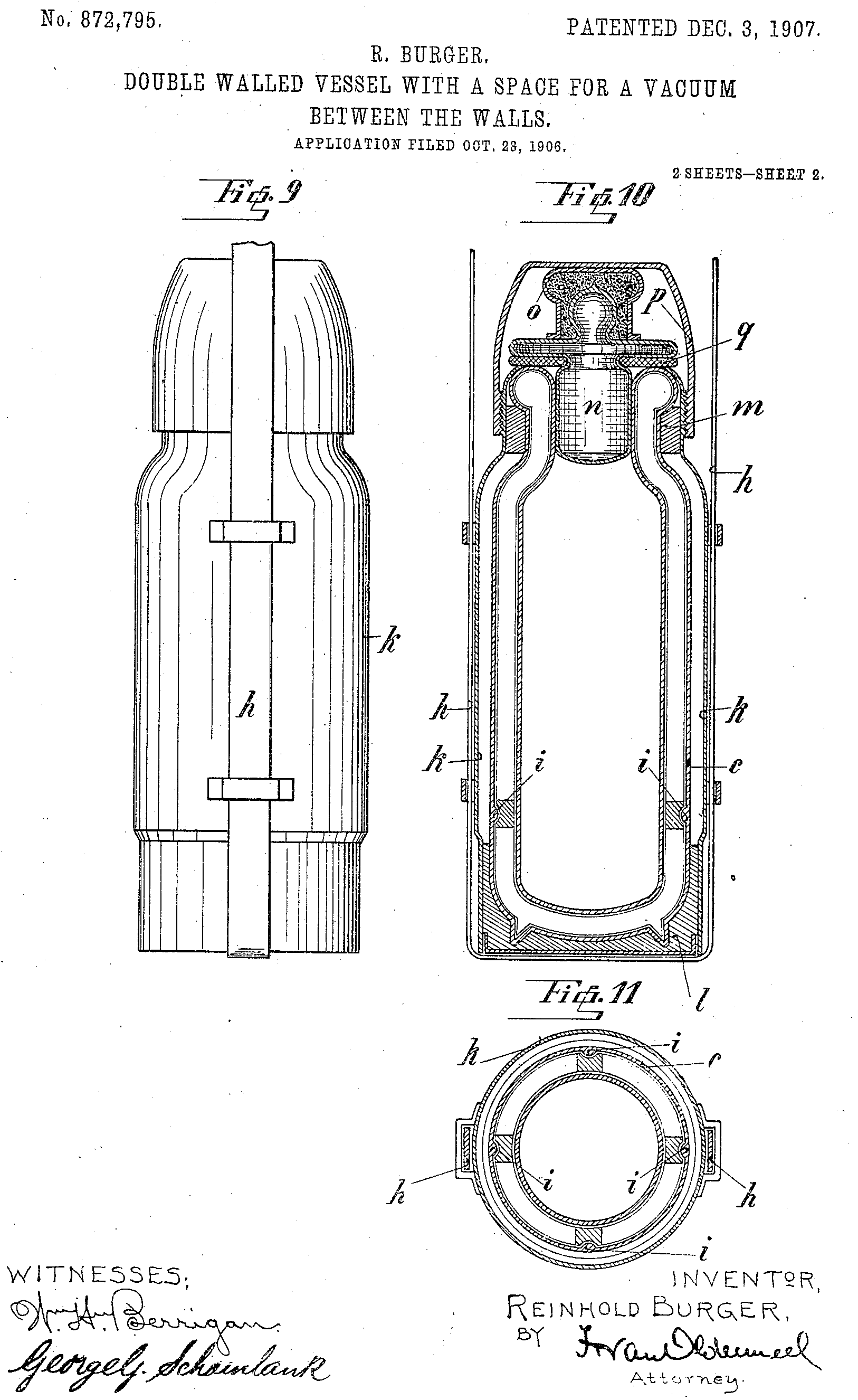
رسم تخطيطي لوعاء ديوار.

وعاء ديوار هو عبارة عن وعاء من زجاج رقيق، أو من فلز، ذو جدار مضاعف، يُخلَّى ما بين جداريه لمنع انتقال الحرارة بينهما، وغالباً ما يُطلى داخله بطبقة من الفضة للإقلال من الإشعاع، يستعمل لحفظ الغازات المميّعة (مثل الهواء السائل)، أو للعمل في درجات حرارة منخفضة. سمي على اسم عالم الفيزياء الإسكتلندي السير جيمس ديوار.